# Лерта Ледерера
Лерта Ледерера (лат. Lertha ledereri) — вид сетчатокрылых насекомых из семейства нитекрылок (Nemopteridae).

## Описание
Взрослые насекомые 15—17 мм в длину, тело жёлтое с темными пятнами. Передние крылья прозрачные (в отличие от закавказской нитекрылки), радужно отсвечивающие. Задние крылья лентовидные, длинные и узкие, постепенно расширяются к вершине, в длину вдвое больше передних и достигают 55 мм. Около вершины имеют по два коричневых участка, лишь слегка расширенных в отличие от оливьерины.

## Ареал и места обитания
Обитает в Восточном Средиземноморье: в Греции, Турции, прилегающих районах Ирана и Южном Закавказье (Араратский район Армении). На юге Закавказья встречается в зоне фриганоидной растительности.

## Особенности биологии
Лёт взрослых насекомых происходит в июне — июле. Активны как в дневное, так и в ночное время суток.

## Охрана
Как малоизученный вид, ареал которого северо-восточным краем заходил в пределы страны, лерта Ледерера была занесена в Красную книгу СССР. В качестве мер по сохранению вида предлагалась охрана его естественных местообитаний в Армении.